# Walter Allgöwer

Walter Allgöwer (1971)

Walter Allgöwer (auch Walther Allgöwer; * 18. August 1912 in St. Gallen; † 15. April 1980 in Basel; heimatberechtigt in Basel und St. Gallen) war ein Schweizer Politiker.

## Leben
Allgöwer studierte Germanistik, Geschichte und Philosophie an den Universitäten Wien, Göttingen und Basel und promovierte 1937. 1939 heiratete er. Allgöwer hatte eine führende Rolle im Offiziersbund und im Gotthardbund.
Allgöwer arbeitete als Instruktionsoffizier und als Journalist und Redaktor beim Schweizerischen Beobachter, von 1949 bis 1956 bei der National-Zeitung  und von 1956 bis 1977 bei Wir Brückenbauer, deren Herausgeber er auch war. 
Walther Allgöwer war der Bruder des Chirurgen Martin Allgöwer.

## Politische Karriere
Allgöwer war Anfang der 1950er Jahre Mitglied der Freisinnig-Demokratischen Partei (FDP). 1954 wechselte er aufgrund unterschiedlicher Auffassungen in militär- und sozialpolitischen Fragen zum Landesring der Unabhängigen (LdU). Von 1954 bis 1966 war er Grossrat in Basel-Stadt, 1960 bis 1969 Verfassungsrat beider Basel. 1963 wurde er Nationalrat und hatte dieses Amt bis 1979 inne. 1980 verliess er den LdU.
Allgöwer engagierte sich für den Beitritt der Schweiz zu UNO und EG und gegen die Schaffung einer Berufsarmee.

## Zweiter Weltkrieg
Allgöwer war kurz Mitglied im Gotthardbund, trat allerdings aufgrund von Differenzen mit der Mehrheit dort, die innenpolitisch korporatistischen Tendenzen zuneigte, nach kurzer Zeit wieder aus und gründete zusammen mit Karl Barth, Walther Bringolf und anderen die demokratischer gesinnte Aktion Nationaler Widerstand. Zudem war er beim Offiziersbund in den Plan involviert, den Bundesrat und General Henri Guisan zu stürzen, falls sie einem allfälligen Einmarsch von Hitlers Truppen nicht genügend Widerstand entgegensetzen würden.

## Schriften
- Nationaler Widerstand (= Schriften der Jungliberalen Bewegung der Schweiz, Heft 6). Verlag der AZ-Presse, Aarau 1940.
- Die wirtschaftliche Integration der Entwicklungsländer. Stiftung «Im Grüene», Rüschlikon/Zürich 1961.
- Technik besiegt den Krieg. Nest-Verlag, Frankfurt am Main 1959.